# Thunbergkamelia
Thunbergkamelia (Camellia sasanqua) är en städsegrön buske i familjen teväxter. Den kommer ursprungligen från Kina, Vietnam, Laos och Japan. Arten odlas ibland som krukväxt i Sverige och används i förädlingsarbete.
Thunbergkamelia är buske eller mindre träd och blir 1–5 m hög.Unga grenar kan vara kala eller ludna. Bladen är läderartade med 6 sidonerver, kala med hårig mittnerv, de är avlångt elliptiska till elliptiska, 3,5–6 cm långa, 1,5 till 2,5 cm breda, med kilformad, till brett kilformad bas. Bladkanten är sågtandad, spetsen kan vara trubbig till spetsig. Bladskaften är 3–5 mm. Blommorna kommer fram nära spetsen av grenarna och blir 5–7 cm i diameter. Kronbladen kan vara vita eller röda och är spatelformade till omvänt äggrunda till formen.